# Marcus Diener (Architekt)
Marcus Diener (* 24. September 1918 in Basel; † 3. August 1999 ebenda) war ein Schweizer Architekt und Gründer des Architekturbüros Diener & Diener.

## Werdegang
1942 gründete Diener ein Architekturbüro, das sich mit Wohnsiedlungen, Kino- und Hotelbauten beschäftigte. Als sein Sohn Roger Diener 1976 in den Betrieb einstieg, gelang dem Vater-Sohn-Team Diener & Diener der internationale Durchbruch.

## Bauten
- 1946: Wohnsiedlung zum Bischofstein, Basel
- 1950: Wohnhäuser Kaltbrunnenstrasse, Basel
- 1950er Jahre: Mehrfamilienhaus Solothurnerstrasse, Basel[3]
- 1951: Aufstockung Untere Rebgasse 10, Basel (von Hans Bernoulli)
- 1952: Kino Hollywood, Basel
- 1955: Mehrfamilienhaus – Schalerstrasse im Bachlettenquartier, Basel[4]
- 1956: Geschäftshaus mit Kino Central, Basel
- 1958: Hotel International, Basel
- 1960: Wohnsiedlung Lehenmattstrasse, Basel
- 1963: Henric Petri-Strasse 22, Basel
- 1969: Wohnsiedlung Weiermatt, Liestal
- 1981: Haus zum Sodeck – Freie Strasse 74, Basel (Entwurf: Walter Zürcher, Mitarbeiter: Wolfgang Schett, Dieter Righetti)[5][6]
- 1987–1988: Hans-Sachs-Hof, Salzburg
- 1984: Umbau des Architekturmuseum Domus-Haus, Basel
- Mehrfamilienhaus – Güterstrasse 83, Basel (2009 stark verändert von in situ)